# Guadalaviar (kommunhuvudort)
Guadalaviar är en kommunhuvudort i Spanien.   Den ligger i provinsen Provincia de Teruel och regionen Aragonien, i den centrala delen av landet, 170 km öster om huvudstaden Madrid. Guadalaviar ligger 1 531 meter över havet och antalet invånare är 273.
Terrängen runt Guadalaviar är lite kuperad. Runt Guadalaviar är det mycket glesbefolkat, med 2 invånare per kvadratkilometer. Närmaste större samhälle är Orihuela del Tremedal, 18,9 km norr om Guadalaviar. 